# Pop'n music
Pop'n music，又稱為動感音樂或者流行音樂是科樂美遊戲公司所研發的一款音樂遊戲。因其擁有歡快的音樂、明亮的顏色以及卡通的角色圖片而得名，又被簡稱為pnm、PopN或者pm。該遊戲屬於Bemani系列，于1998年推出，在日本街頭有許多街機的版本。

## 简介
在该游戏发行之前，科樂美发布的BEMANI系列的第一代版本——“beatmania”許多玩家尝试游玩。在這之後，“beatmania”這類型的遊戲變慢慢誕生問世。但“beatmania”系列的核心方向准备针对改良在PopN游戏系列的统一形象，而音乐方面，則采用了耳熟能详的「なんちゃって」、「ごっこ遊び」，这些舞曲的收录也成为游戏一大亮点。然而这些观点开始受到公司的注意而开始制作9个按钮的设备。在游戏发布初期拥有初学者和双人模式，但現在该游戏的初学者和双人模式以及一部分的组曲系列都被去掉了。现在在此游戏上基本都见不到双人玩家模式的踪迹了。而Pop'n music这个名字是由当时负责『beatmania』游戏的声音总监——南雲玲生命名。

## 系列作品・變遷

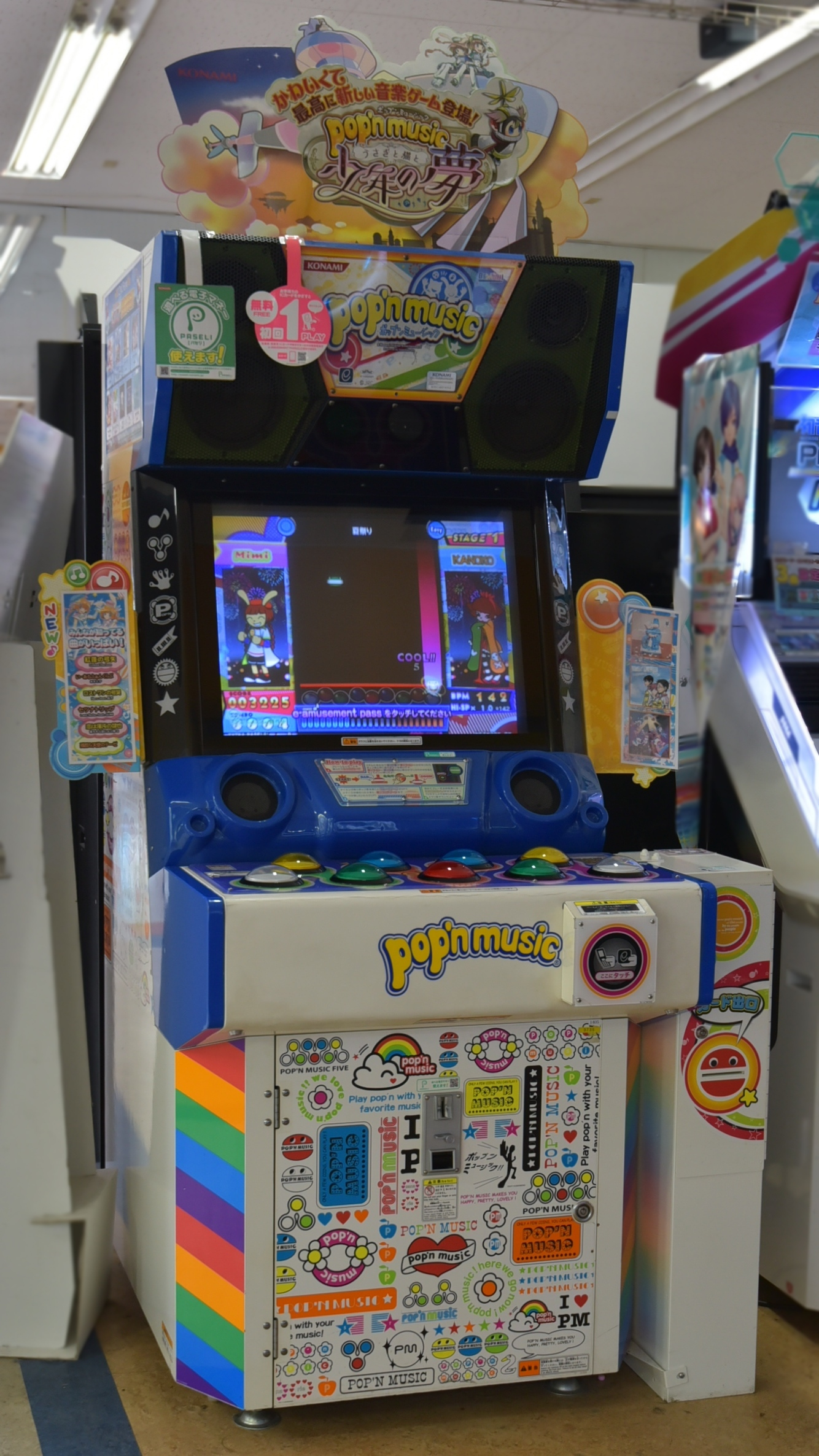
『pop'n music Peace』（科樂美）的街機筐體。

pop'n music - ポップンミュージック（1998年9月28日）
pop'n music 2 - ポップンミュージック2（1999年3月26日）
pop'n music 3 - ポップンミュージック3（1999年9月16日）
pop'n music 4 - ポップンミュージック4（2000年3月16日）
pop'n music 5 - ポップンミュージック5（2000年11月17日）
pop'n music 6 - ポップンミュージック6（2001年5月11日）
pop'n music 7 - ポップンミュージック7（2001年11月22日）
pop'n music 8 - ポップンミュージック8（2002年5月30日）
pop'n music 9 - ポップンミュージック9（2002年12月26日）
pop'n music 10 - ポップンミュージック10（2003年8月6日）
pop'n music 11 - ポップンミュージック11（2004年3月24日）
pop'n music 12 いろは - ポップンミュージック12 いろは（2004年12月8日）
pop'n music 13 カーニバル - ポップンミュージック13 カーニバル（2005年9月7日）
pop'n music 14 FEVER! - ポップンミュージック14 フィーバー! （2006年5月17日）
pop'n music 15 ADVENTURE - ポップンミュージック15 アドベンチャー（2007年4月25日）
pop'n music 16 PARTY♪ - ポップンミュージック16 パーティー♪（2008年3月24日）
pop'n music 17 THE MOVIE - ポップンミュージック17 ザ・ムービー（2009年3月4日）
pop'n music 18 せんごく列伝 - ポップンミュージック18 せんごくれつでん（2010年1月20日）
pop'n music 19 TUNE STREET - ポップンミュージック19 チューンストリート（2010年12月9日）
pop'n music 20 fantasia - ポップンミュージック20 ファンタジア（2011年12月7日）
pop'n music Sunny Park - ポップンミュージック サニーパーク（2012年12月5日）
pop'n music ラピストリア - ポップンミュージック ラピストリア（2014年6月25日）
pop'n music éclale - ポップンミュージック エクラル（2015年11月26日）
pop'n music うさぎと猫と少年の夢 - ポップンミュージック うさぎとねことしょうねんのゆめ（2016年12月14日）
pop'n music peace - ポップンミュージック ピース（2018年10月17日）
pop'n music 解明リドルズ - ポップンミュージック かいめいリドルズ（2020年12月9日）
pop'n music UniLab - ポップンミュージック ユニラボ（2022年9月13日）
pop'n music Jam&Fizz - ポップンミュージック ジャムアンドフィズ（2024年9月25日，目前營運中）

#### ANIMELO / 動畫旋律
僅收錄了日本動畫歌曲的衍生作品。
使用於AC4和動畫旋律的筐體，是與一般形狀略為不同的專用筐體，通稱「動畫旋律筐體」。
pop'n music ANIMELO - ポップンミュージック アニメロ（AC・2000年3月啟動）
pop'n music ANIMELO2号 - ポップンミュージック アニメロ2号（AC・2000年9月啟動）
pop'n music アニメーションメロディ - ポップンミュージック アニメーションメロディ（PS・2000年7月24日發售）
pop'n music GB アニメーションメロディ - ポップンミュージックGB アニメーションメロディ（GBC・2000年9月7日發售）

#### MICKEY TUNES / DISNEY TUNES
與迪士尼的商業搭配作品。主要收錄了迪士尼相關樂曲。
pop'n music MICKEY TUNES - ポップンミュージック ミッキーチューンズ（AC・2000年3月啟動）
pop'n music MICKEY TUNES! - ポップンミュージック ミッキーチューンズ! （AC・2000年7月啟動）
pop'n music DISNEY TUNES - ポップンミュージック ディズニーチューンズ（PS・2000年11月22日發售）
pop'n music GB DISNEY TUNES - ポップンミュージックGB ディズニーチューンズ（GBC・2000年11月22日發售）

## 游戏

### 控制器

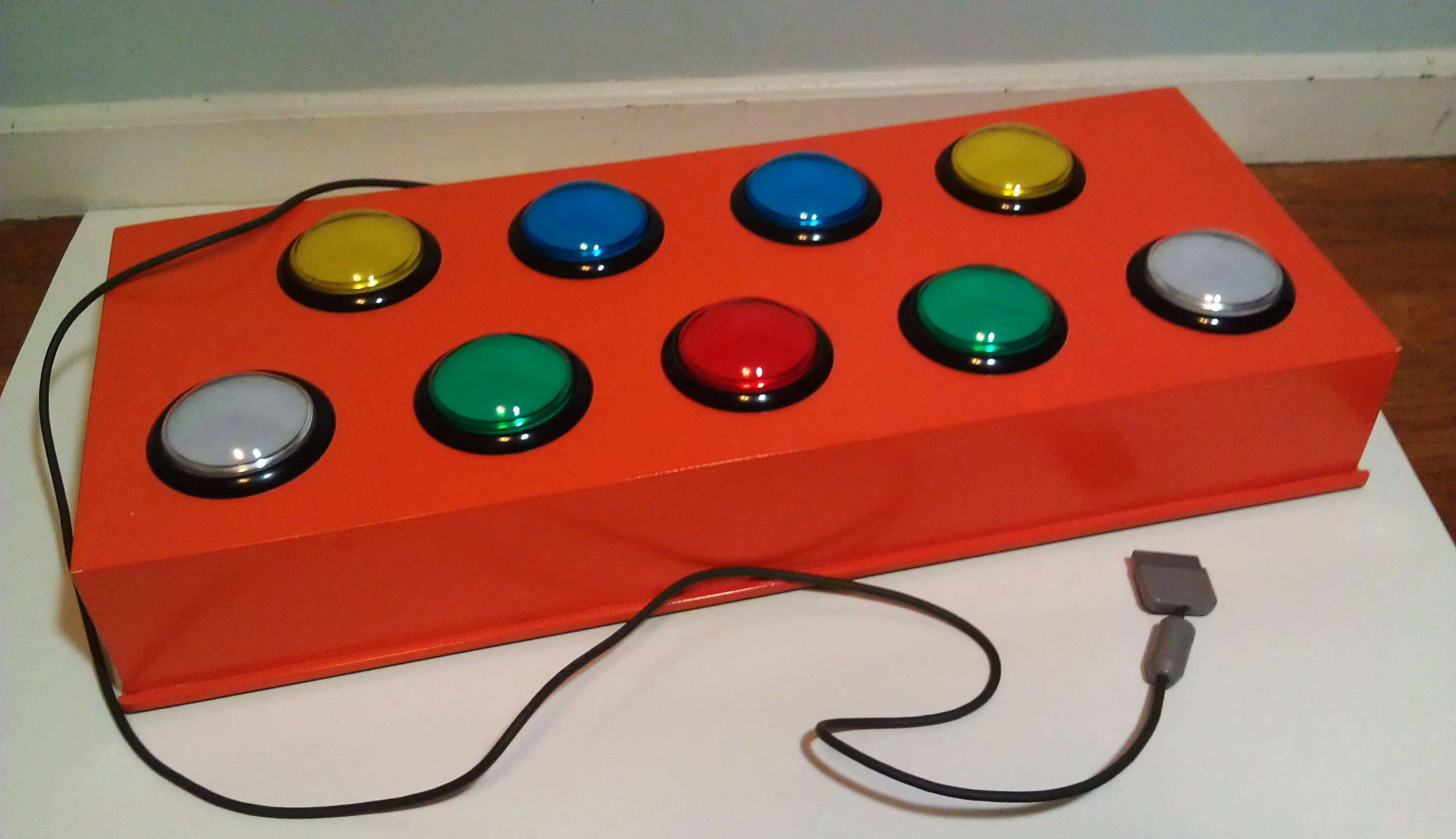
家用的Pop'n music游戏的控制器

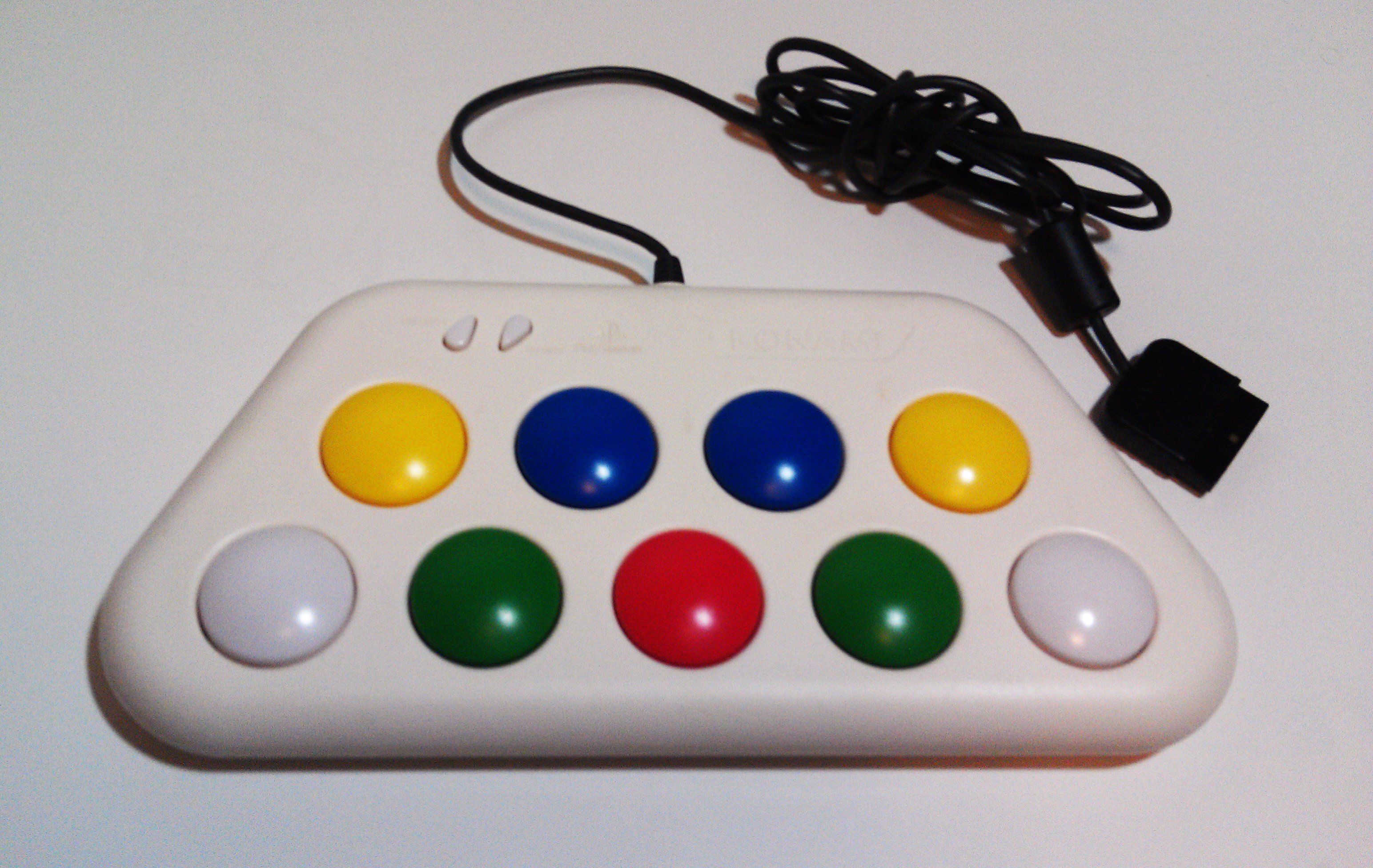
科樂美公司发行的Pop'n music游戏的迷你控制器。

与科樂美游戏公司所生产的的Bemani系列游戏不同的是，这款游戏的界面都不是从其他音乐乐器公司里面生产而销售的。但是，它用的是9键（每三个按键成平均等英寸的直径）布置在两行，其中五个在下，四个在上。与其他Bemani游戏系列相同的是，那些染了颜色的箭头在日本当地的游戏叫"Pop-kun" 。在畫面从上而下的箭头就是所需要按下指定按键的的地方。当一个箭头到达底部的红线时，如果玩家按下指定相应的箭头按钮，就会在遊戲裡触发声音。

### 判定
当其中一个控制器的按钮触发以后，它会立刻返回一个判定结果，不过判定结果只有“Great”、“Good”或“Bad”这三种， 每首舞曲最高得分为100000，与beatmania IIDX不同的是，这款游戏即使是附加分也好，都是不能超过最高得分。其中统计的Combo数字虽然与其他Bemani的游戏系列都很相似，但Combo数是不包括第一拍的（哪怕有Good判定也会计算下去）。直到第六代时，Good的判定才会计算BREAK COMBO。

### 设置菜单
从该游戏的第六代开始，当在任意模式中选择了一首舞曲，将会有一个演示界面（例如角色、BANNER和BPM）在畫面上显示出来。当玩家同时按下两边的黄色按钮，将会呼出一个设置菜单。玩家就可以编辑其中的设置：
- 速度（HI-SPEED）:此设置允许玩家改变箭头的移动速度。 *Lapistoria版本後間距改為0.1一單位
- Pop-kun：该设置可以改变屏幕上箭头的演示方式，可為預設馬卡龍或IIDX圖標。
- 显示：该设置可以控制移动的箭头出现或隐藏。
- 随机：此设置可以设置箭头的花式移动效果。
- （Lapistoria版本後）新血條EASY ,大幅減少扣血速度但無結算獎牌